# Daisuke Yokota
Daisuke Yokota (japanisch 横田 大祐 Yokota Daisuke; * 15. Juni 2000 in Itabashi, Präfektur Tokio) ist ein japanischer Fußballspieler.

## Karriere
Daisuke Yokota begann mit dem Fußballspielen in den japanischen Jugendmannschaften des FC Leopard und Kawasaki Frontale. Dort spielte er unter anderem zusammen mit Taisei Miyashiro und Shin Yamada. 2018 wurde er in Deutschland in die U19 des FSV Frankfurt aufgenommen. Für die U19 aus Frankfurt am Main bestritt er 20 Spiele in der Staffel Süd/Südwest der A-Junioren-Bundesliga und schoss dabei drei Tore. Im Juli 2019 wechselte er zum FC Carl Zeiss Jena, kam dort in der Saison 2019/20 jedoch nur in drei Spielen der zweiten Mannschaft in der fünftklassigen Oberliga Nordost zum Einsatz. Nach Saisonende verließ er im Sommer 2020 den Verein wieder.
Nach einem halben Jahr Vereinslosigkeit schloss er sich im Januar 2021 in Lettland dem Erstligisten Valmieras FK an. Bei dem Verein aus Valmiera konnte er sich als Stammspieler durchsetzen und gewann mit ihm am Ende der Saison die lettische Meisterschaft. Für den Verein absolvierte er insgesamt 57 Ligaspiele. Im Februar 2023 zog es ihn nach Polen, wo er in Zabrze einen Vertrag mit einer Laufzeit bis zum Ende der Saison 2023/24 beim Erstligisten Górnik Zabrze unterschrieb. Im Rest der Saison bestritt er dort 13 von 15 möglichen Ligaspielen, bei denen er zwei Tore schoss. In der nächsten Saison waren es 18 von 19 möglichen Ligaspielen mit sieben Toren und einem Pokalspiel. Sein zum Saisonende auslaufender Vertrag wurde Mitte Dezember 2023 um zwei Jahre verlängert.
Bereits kurze Zeit später wechselte Yokota Mitte Januar 2024 jedoch zum belgischen Erstdivisionär KAA Gent, bei dem er einen Vertrag bis zum Ende der Saison 2026/27 unterschrieb. Yokota wurde bei 6 von 20 möglichen Ligaspielen eingesetzt. Ende August 2024 verlieh ihn der Verein für den Rest der Saison 2024/25 an den deutschen Zweitligisten 1. FC Kaiserslautern. Zur folgenden Spielzeit schloss sich eine Leihe zu Hannover 96 an.

## Erfolge
Valmieras FK
- Lettischer Meister: 2022